# TOSCA Testsuite
TOSCA Testsuite este un sistem de testare automatizată comercializat de Tricentis. El permite testarea sistemelor dezvoltate în Java, DotNet, HTML, SAP și altele. TOSCA Testsuite suportă doar sistemele de operare Windows.